# (12716) Delft
(12716) Delft est un astéroïde de la ceinture principale.

## Description
(12716) Delft est un astéroïde de la ceinture principale. Il fut découvert le 8 avril 1991 à La Silla par Eric Walter Elst. Il présente une orbite caractérisée par un demi-grand axe de 3,05 UA, une excentricité de 0,04 et une inclinaison de 9,3° par rapport à l'écliptique.

## Compléments